# Боэдо (станция метро)
«Боэдо» (исп. Boedo) — станция Линии E метрополитена Буэнос-Айреса.
Станция расположена в городском районе Боэдо. Станция Боэдо была открыта 16 декабря 1944 года через полгода после ввода в эксплуатацию Линии Е. Она представляла собой временную деревянную платформу, пока не была реконструирована к 9 июля 1960 года. До открытия станции Авенида Ла-Плата 24 апреля 1966 года Боэдо служила терминалом линии Е, как её конечная остановка.
Название своё станция получила от городского района Боэдо и одноимённой улицы Авенида Боэдо, на перекрёстке которой с Авенидой Сан-Хуан она и расположена. Район же и улица получили своё название в честь аргентинского политика начала XIX века Мариано Боэдо, подписавшего в числе прочих Декларацию независимости Аргентины 9 июля 1816 года. В 1997 году станция была включена в число Национальных исторических памятников.
Станция Боэдо не была украшена фресками при участии компании «CHADOPyF», занимавшейся в 1930-е годы строительством линий метро в Буэнос-Айресе, как остальные старые станции Линии E, открытые в 1944 году за полгода до Боэдо. Фрески на станции же Боэдо были написаны позднее и не выдержаны в одной тематике. Первая, написанная по эскизу 1959 года художника Альфредо Гидо, называется «Боэдо в середине XIX века» (исп. Boedo a mediados del siglo XIX), вторая же фреска, созданная по эскизу того же года художника Примальдо Монако, именуется как «Дети играют» (исп. Niños jugando). В вестибюле станции также размещён и бюст Мариано Боэдо.

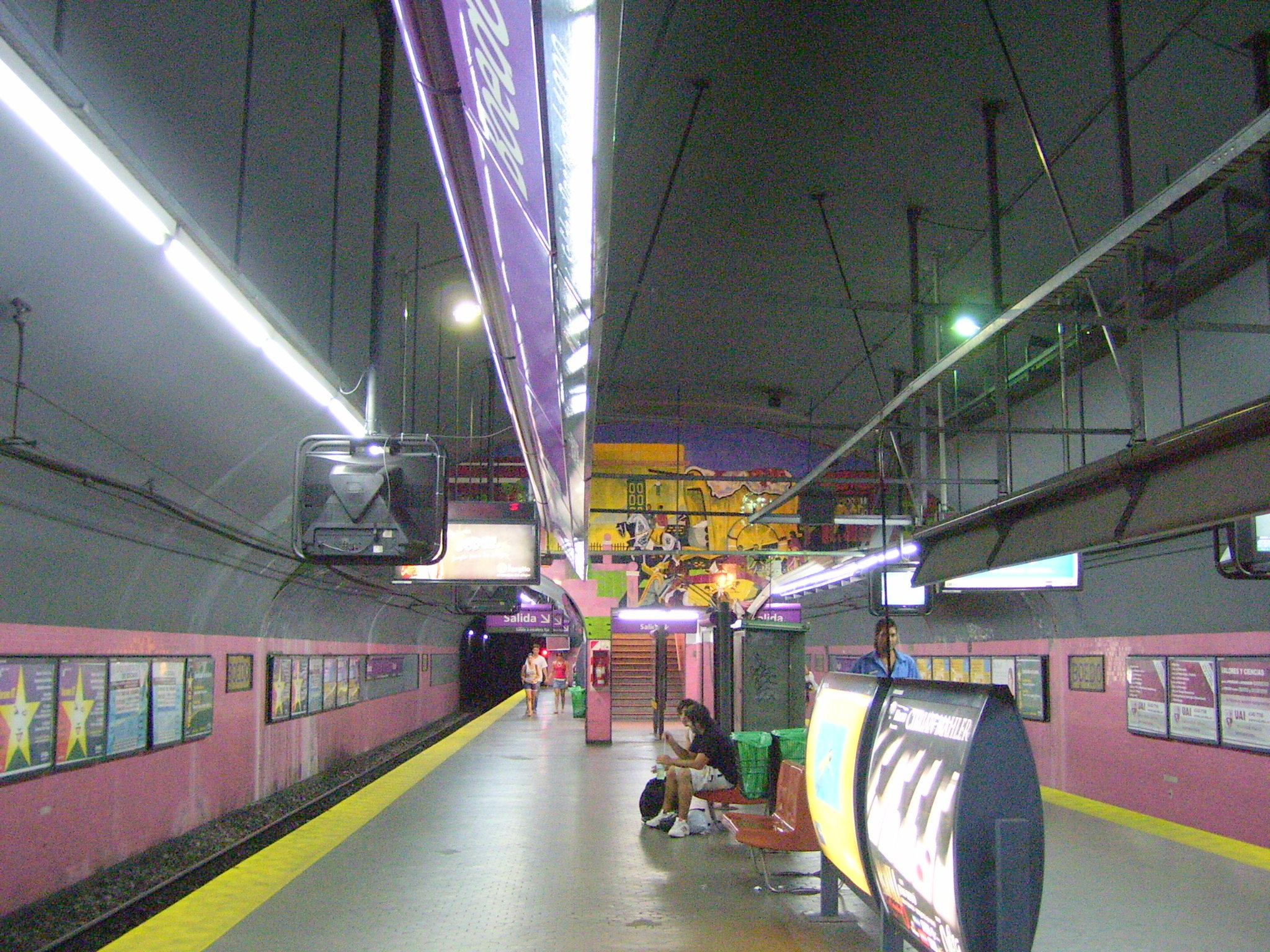
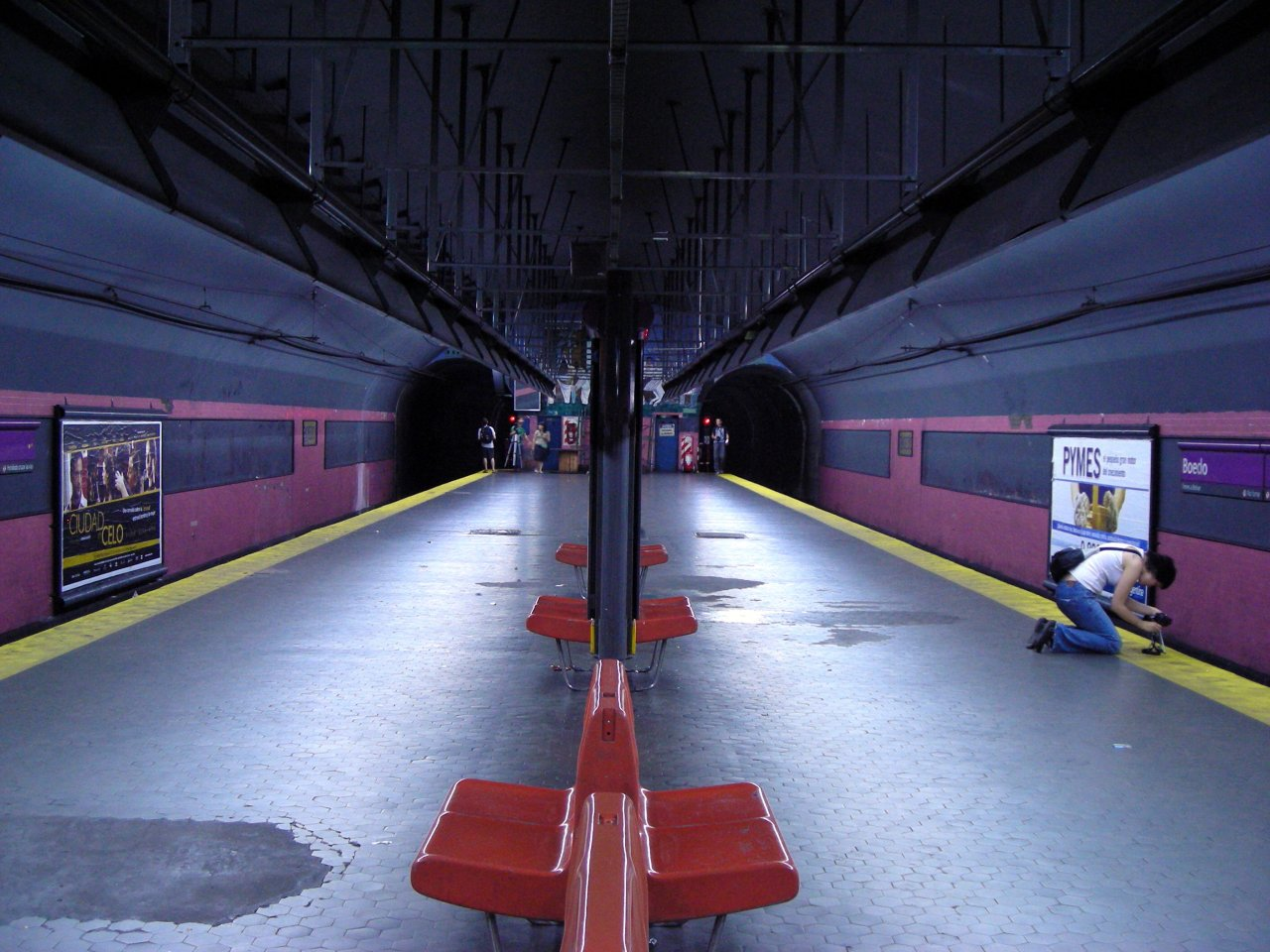
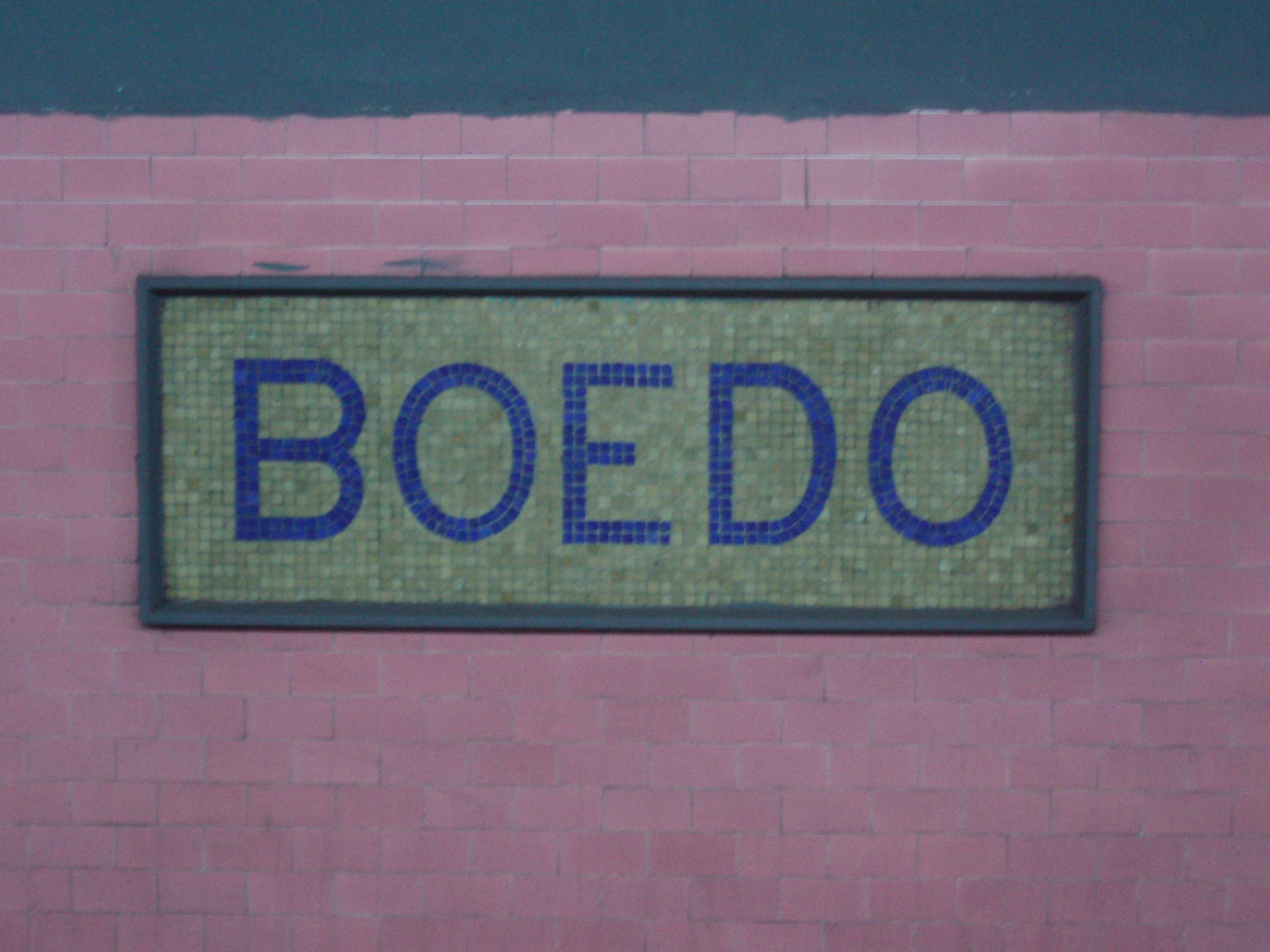